# Gervasio de Tilbury
Gervasio de Tilbury o Gervasius Tilberiensis (c.1150 – c. 1228) fue un jurista, político y escritor del siglo XIII, nacido al parecer en Tilbury, en Essex (Reino Unido).

## Vida
Gervasio pertenecía a una familia de la aristocracia que se decía emparentada con Patricio de Salisbury, Primer conde de Salisbury, y que contaba entre sus ancestros a una mujer-serpiente, similar o idéntica a Melusina, lo que sugería un vínculo con la Casa de Lusignan de Poitou, con la que Inglaterra tenía en esa época conexiones dinásticas. 
Viajó mucho, estudió y enseñó Derecho canónico en Bolonia, asistió en 1177 a la reconciliación del papa Alejandro III con Federico I Barbarroja, en Venecia, y estuvo durante algún tiempo al servicio de Enrique II de Inglaterra y de su hijo, Enrique el Joven. Compuso para ese último un Liber facetiarum (Libro de bagatelas), que se ha perdido, así como un borrador de la que con el tiempo constituiría su obra más famosa, los Otia Imperialia. También sirvió al tío de Enrique, Guillermo de las Blancas Manos, arzobispo de Rheims. 
Entre 1183 y 1189 pasó algún tiempo en la corte del rey normando Guillermo II de Sicilia, que se había casado con Juana de Inglaterra, hija de Enrique. Guillermo le regaló una villa en Nola, en la Campania (Italia). 
Tras la muerte de Guillermo en 1189, Gervasio se estableció en Arlés (Francia) y en 1198 Otón IV del Sacro Imperio Romano Germánico, nieto del rey Enrique, lo nombró Mariscal del Reino de Arlés. Acompañó ex officio a Otón en 1209 con ocasión de su coronación. Al año siguiente Gervasio se vio implicado en la lucha entre el papado y el emperador, que fue excomulgado por el papa Inocencio III el 18 de noviembre de 1210. Gervasio empleó los años siguientes, de 1210 a 1214, en dar forma a su obra Otia imperialia (Ocios del emperador), dedicada a su patrón. 
Se sabe poco de sus últimos años. Se ha sugerido que tras la derrota calamitosa de Otón y su aliado inglés Juan I de Inglaterra en la batalla de Bouvines (1214), Gervasio se vio forzado a retirarse al ducado de Braunschweig. En efecto, está documentada la existencia de un Gervasio, que fue hasta su muerte preboste de la abadía benedictina de Ebstorf, en la Baja Sajonia, y autor de un importante documento, el mapamundi de Ebstorf.
Sin embargo, aunque el mapamundi fue realizado por alguien que conocía los Otia imperialia, pudo ser un homónimo de nuestro autor. Rodolfo de Coggeshall afirma que al final de su vida Gervasio se hizo canónigo, y un documento autógrafo del propio Gervasio ha llevado a los estudiosos a la conclusión de que en sus últimos años fue miembro de la congregación de los premonstratenses, ligada a la sede de Nuestra Señora de la Huveaune, en Marsella. Es probable que Gervasio viviera en la sede premonstratense de Beleigh, en Essex, cercana a la abadía de Coggeshall en que vivía el citado Rodolfo: este cuenta que Gervasio, siendo ya canónigo (postea, cum canonicus esset), le contó de viva voz una anécdota sobre la época en que sirvió al arzobispo de Rheims.

## Obras

### Otia Imperialia
Otia imperialia, «Ocios del emperador», es la obra magna de Gervasio. El autor la bosquejó durante el período en que sirvió a Enrique el Joven y la realizó al servicio de Otón IV, al que está dirigida. Se trata de una miscelánea enciclopédica de maravillas (mirabilia) que se ajusta al propósito de los espejos de príncipes: enseñar deleitando. La obra se divide en tres secciones (decisiones) de extensión desigual. Las dos primeras, breves, sirven como marco de referencia de la tercera, mucho más extensa:
- La primera sección, que consta de 24 capítulos, narra la creación del mundo, su composición y su historia primitiva, siguiendo el relato del Génesis.
- La segunda sección recorre en 26 capítulos la geografía de la Tierra y traza la historia de las naciones más importantes.
- La tercera sección consta de 145 capítulos y recoge diversas maravillas del mundo (mirabilia). Gervasio describe, entre otras cosas, las propiedades asombrosas de ciertas piedras, hierbas y animales, narra milagros de varios santos e historias de fantasmas y otras criaturas sobrenaturales o prodigiosas, como el hombre lobo y las sirenas.

Durante el siglo XIV la obra se tradujo en dos ocasiones al francés y siguió siendo muy leída hasta el siglo XV. El filósofo Gottfried Leibniz, que editó parte de la obra, la describió como «un puñado de estúpidas historias de viejas»; sus editores modernos de la Oxford University Press la presentan, más positivamente, como «un caudal de noticias relativas al folklore y las creencias populares». Por su parte, los apologistas católicos han querido encontrar en ella un apoyo para la causa del papa Inocencio en su conflicto con el Imperio.

### Otras obras
Además de los Otia imperialia, solo se conserva de Gervasio un comentario al Padre Nuestro. En los Otia el autor menciona otras tres obras suyas, que se han perdido:
- Liber facetiarum («Libro de agudezas»), compuesto para entretener a Enrique el Joven.
- Vita abbreviata et miracula beatissimi Antonii («Vida abreviada y milagros del muy bendito Antonio»)
- Liber de transitu Beatae Virginis et gestis discipulorum («Libro sobre la muerte de la santa Virgen y los actos de los discípulos»).